# Paul-Emile Angénot
Paul-Emile Angénot, francoski general, * 1893, † 1979.